# Феррада Морейра, Андрес Габриэль
Андрес Габриэль Феррада Морейра (исп. Andrés Gabriel Ferrada Moreira; род. 10 июня 1969, Сантьяго, Чили) — чилийский прелат, ватиканский и куриальный сановник. Титулярный архиепископ Тибурнии с 8 сентября 2021. Секретарь Конгрегации по делам духовенства с 1 октября 2021 по 5 июня 2022. Секретарь Дикастерии по делам духовенства с 5 июня 2022.

## Ранние годы, образование и священство
Андрес Габриэль Феррада Морейра родился 10 июня 1969 года, в Сантьяго-де-Чили.
Феррада Морейра был рукоположен 3 июля 1999 года в священники архиепархии Сантьяго. Несколько лет он учился в Риме и в 2006 году получил степень доктора теологии в Папском Григорианском университете. В дополнение к пастырским назначениям в архиепархии Сантьяго, он был назначен руководителем исследований и префектом богословия в Старшей Папской семинарии «de los Santos Ángeles Custodios».

## Дело Карадимы
Годы Феррады Морейры в Сантьяго были отмечены его связью с отцом Фернандо Карадима, харизматическим лидером группы под названием «Священнический союз Святейшего Сердца», которого расследование Ватикана в 2011 году признало виновным в сексуальном насилии над несовершеннолетними и злоупотреблении властью, что привело к его лишению сана в 2018 году. Феррада Морейра встретил Карадиму, когда ему было 19 лет, в конце концов присоединился к его Союзу, и Карадима был его духовным наставником. Он еженедельно разговаривал с Карадимой во время своей учёбы в Риме в течение пяти лет/ В 2010 году Феррада Морейра и несколько других священников, включая его брата, отмежевались от Карадимы, заявив, что они считают обвинения Карадимы в сексуальном насилии правдоподобными. Позже Феррада Морейра дал показания в суде в поддержку жертв сексуального насилия со стороны Карадимы, заявив, что он был свидетелем злоупотребления властью Карадимы и нежелательных сексуальных домогательств с середины 1990-х, «но никто никогда ничего не делал с этим»/ Защищаясь от обвинений в духовном манипулировании, Карадима сказал, что Феррада Морейра «обладает трудным характером и несколько безрассуден».

## Куриальный сановник
Феррада Морейра присоединился к сотрудникам Конгрегации по делам духовенства в 2018 году. 8 сентября 2021 года Папа Франциск назначил его секретарём Конгрегации по делам духовенства с 1 октября и титулярным архиепископом Тибурнии. Его епископская хиротония была совершена на 17 октября.